# Hamcearca
Hamcearca község Tulcea megyében, Dobrudzsában, Romániában. A hozzá tartozó települések: Balabancea, Căprioara és Nifon.

## Fekvése
A település az ország délkeleti részén található, a megyeszékhelytől, Tulcsától ötven kilométerre délnyugatra, a Taiţa-patak mentén.

## Története
Régi török neve Hançerka.

## Lakossága
A nemzetiségi megoszlás a következő:
| 2002      | 2002 | 2002   |
| --------- | ---- | ------ |
| Románok   | 1613 | 99,07% |
| Ukránok   | 12   | 0,73%  |
| Görögök   | 2    | 0,12%  |
| Lipovánok | 1    | 0,06%  |
| Összesen  | 1628 | 100,0% |

## Látnivalók
- Taisa kolostor